# Fribrottning
Fribrottning, amerikansk fribrottning eller professionell fribrottning, ibland, på "svengelska", kallat wrestling (av engelska professional wrestling) är en scenkonst som efterliknar brottning. Det har rötter tillbaka till brottning som underhållning i cirkusar och karnevaler från slutet av 1800-talet.
Mycket skådespel förekommer då syftet är att skapa spänning och dramatik för att publiken ska bli mer involverad. Detta koncept kallas kayfabe. Brottarna framställs som onda (heels) eller goda (faces), och majoriteten av alla matcher sker mellan en god och en ond. Det är ovanligt med matcher mellan två brottare som framställs som goda, och ännu ovanligare mellan två som framställs som onda.

## Historia
Fribrottningen utvecklades i slutet av 1800-talet i bland annat USA och Storbritannien. På 1910-talet förlorade den professionella brottningen sin publik till boxningen, och därefter förlorade den sin status som seriös sport.
Den amerikanska brottningen är numera en show med matcher som oftast är uppgjorda på förhand. Brottarna är hårt marknadsförda, med artistnamn och roller som antingen "hjältar" eller "skurkar". Brottargreppen är stuntliknande men hårt koreograferade, och uttryck av ilska, smärta och hjälplöshet förstärks kraftigt för att öka på dramatiken.
Matchresultatet är därmed uppgjort på förhand. Slag och grepp måste genomföras i samarbete mellan brottarna för att ingen av dem ska bli allvarligt skadad, och även om effekterna på mottagaren ofta är överdrivna orsakar de flesta attacker äkta smärta och kan vara väldigt farliga om de utförs fel.

## Regler
Genom fribrottningens historia har en rad olika matchtyper vuxit fram, och olika fribrottningsförbund har ofta egna variationer på reglerna. Reglerna är dock mycket lika varandra i alla förbund. Matcherna utspelas i en fyrkantig ring, i ett fåtal förbund en hexagonal ring, med en domare som har absolut makt inom gränserna för matchens regler. Det finns fem huvudsakliga sätt som en brottare kan vinna en match på:
- Fall (pinfall) – En brottare täcker sin ryggliggande motståndare med någon del av kroppen, medan motståndaren har båda axlarna i mattan. Om domaren hinner slå handflatan tre gånger i marken (samtidigt som han högt räknar till 3) så vinner den brottare som har täckt motståndaren.
- Ge upp (submission) – Brottaren har kopplat ett smärtsamt grepp på sin motståndare som ger upp verbalt, eller genom att upprepade gånger slå med handflatan i mattan (jfr engelska: tap-out).
- Uträkning – Om en brottare hamnar utanför ringen börjar domaren räkna (i amerikansk fribrottning oftast till tio). Om brottaren inte hinner in i ringen innan domaren når tio, vinner motståndaren på uträkning.
- Knock-out – I likhet med uträkning så börjar domaren räkna upp till ett visst nummer (vanligen tio) när en brottare ligger ned i ringen. Domaren slutar räkna när brottaren kommer upp på benen igen.
- Diskvalificering – Om en brottare bryter mot reglerna, genom att exempelvis använda ett "vapen" (som stolar, ringklocka eller knogjärn) kan domaren döma till diskvalifikation och motståndaren vinner matchen.

Det är standard (men undantag förekommer) att titelbälten inte kan byta ägare genom diskvalificering eller uträkning. Titelhållare som framställs som onda använder ibland detta för att skapa negativ publikreaktion genom att avsiktligt diskvalificera sig eller bli uträknade för att behålla titelbältet.

## Fribrottningsbolag
Som exempel på fribrottningsbolag kan nämnas World Wrestling Entertainment, Impact Wrestling, Ring of Honor och Combat Zone Wrestling.